# Турдулы
Турдулы — один из народов Иберии доримского периода, проживавший в долинах рек Гуадиана и Гвадалквивир, примерно между Оретанией и Турдетанией. Столицей турдулов был древний оппидум Иполка, название которого в римскую эпоху стало произноситься Обулко, существовавший на месте современного города Поркуна в провинции Хаэн.
Сходство названий позволяет некоторым историкам предположить, что турдулы были родственны турдетанам, однако ввиду отсутствия надписей турдулов это допущение проверить невозможно.